# Flintham
Flintham – wieś w Anglii, w hrabstwie Nottinghamshire. Leży 17 km na wschód od miasta Nottingham i 173 km na północ od Londynu.